# Andrey Koreshkov
Andrey Koreshkov (Russo: Андрей Корешков; Omsk, 23 de agosto de 1990) é um lutador russo de artes marciais mistas que compete no peso-meio-médio do Bellator MMA. Koreshkov é um dos poucos russos que não pratica Sambo e freestyle wrestling.

## Carreira no MMA

### Começo da carreira
Koreshkov fez sua estreia profissional em Outubro de 2010. Antes de sua estreia no Bellator, ele competiu exclusivamente em seu país nativo, Rússia e acumulou um recorde invicto de 8-0 (5 TKOs, 3 finalização) com nenhuma luta indo para a decisão.
O site de notícias de MMA Bloody Elbow listou Koreshkov como um dos prospectos dos meio médios em sua reportagem de 2012.

### Bellator
Em Janeiro de 2012, foi anunciado que Koreshkov faria sua estreia nos EUA pelo Bellator MMA.
Em sua estreia, Koreshkov enfrentou Tiawan Howard em 30 de Março de 2012 no Bellator 63. Ele venceu a luta por nocaute no primeiro round.
Andrey em seguida enfrentou Derrick Krantz em 18 de Maio de 2012 no Bellator 69. Ele venceu por nocaute técnico por nocaute técnico no terceiro round.
Andrey então enfrentou Jordan Smith em 28 de Setembro de 2012 no Bellator 74. Ele derrotou Smith após 3 rounds, dando à Koreshkov a vitória por decisão unânime.
Na semifinal do torneio, Koreshkov ganhou por nocaute técnico, derrotando Marius Zaromskis no primeiro round.
Koreshkov enfrentou Lyman Good na final do torneio e o venceu por decisão unânime (29–28, 29–28, 29–28).
Koreshkov enfrentou Ben Askren valendo o Cinturão Meio Médio do Bellator em 31 de Julho de 2013 no Bellator 97. Ele perdeu por nocaute técnico no quarto round.
Em Março de 2014, Koreshkov entrou para o Torneio de Meio Médios da 10ª Temporada. Ele enfrentou Nah-shon Burrell na quarta de final em 14 de Março de 2014 no Bellator 112. Ele venceu a luta por nocaute técnico no primeiro minuto de luta.
Koreshkov era esperado para enfrentar Sam Oropeza em 2 de Maio de 2014 na final do torneio no Bellator 118. Oropeza, no entanto, se lesionou e foi substituído por Justin Baesman. Koreshkov venceu por nocaute com uma joelhada voadora no primeiro round.
Na final, Koreshkov enfrentou Adam McDonough no Bellator 122 em 25 de Julho de 2014. Ele venceu a luta por decisão unânime, ganhando seu segundo torneio e disputa de título.
Koreshkov é esperado para desafiar Douglas Lima pelo Cinturão Meio Médio do Bellator no Bellator 140 em 17 de Julho de 2015.

## Títulos

### Artes Marciais Mistas
- Bellator Fighting Championships
  - Vencedor do Torneio de Meio Médios da 7ª Temporada.
  - Vencedor do Torneio de Meio Médios da 10ª Temporada.

### Pancrácio
- SportAccord
  - Medalhista de Ouro no Pancrácio do World Combat Games
- International Federation of Associated Wrestling Styles
  - Medalhista da Ouro do Campeonato Mundial Sênior no Pancrácio do FILA de 2010.

### Combate corpo-a-corpo
- União de Artes Marciais Russa
  - Medalhista de Bronze em Campeonatos Russos de Combate corpo-a-corpo.[11]

## Cartel no MMA
| Cartel no MMA   |             |            |
| 27 lutas        | 23 vitórias | 4 derrotas |
| Por nocaute     | 12          | 2          |
| Por finalização | 4           | 1          |
| Por decisão     | 7           | 1          |

| Res.    | Cartel | Oponente          | Método                          | Evento                                        | Data                    | Round | Tempo | Local                                     | Notas |
| ------- | ------ | ----------------- | ------------------------------- | --------------------------------------------- | ----------------------- | ----- | ----- | ----------------------------------------- | --- |
| vitória | 23–4   | Adriano Rodrigues | Submissão (chave de braço)      | AMC Fight Nights: Sochi                       | 23 de fevereiro de 2021 | 1     | 4:38  | Sochi, Russia                             | |
| derrota | 22–4   | Lorenz Larkin     | Decisão (dividida)              | Bellator 229                                  | 4 de outubro de 2019    | 3     | 5:00  | Temecula, California, Estados Unidos      | |
| vitória | 22–3   | Michael Jasper    | Decisão (unânime)               | Bellator 219                                  | 29 de março de 2019     | 3     | 5:00  | Temecula, California, Estados Unidos      | |
| derrota | 21–3   | Douglas Lima      | Technical Submissão (mata-leão) | Bellator 206                                  | 29 de setembro de 2018  | 5     | 3:04  | San Jose, California, Estados Unidos      | Bellator Welterweight World Grand Prix Quarterfinal.                                                                                   |
| vitória | 21–2   | Vaso Bakočević    | KO (chute rodado)               | Bellator 203                                  | 14 de julho de 2018     | 1     | 1:06  | Roma, Itália                              | |
| vitória | 20–2   | Chidi Njokuani    | TKO (socos e cotoveladas)       | Bellator 182                                  | 25 de agosto de 2017    | 1     | 4:08  | Verona, New York, Estados Unidos          | Catchweight (175 lb) bout; Njokuani missed weight.                                                                                     |
| derrota | 19–2   | Douglas Lima      | KO (socos)                      | Bellator 164                                  | 10 de novembro de 2016  | 3     | 1:21  | Tel Aviv, Israel                          | Lost the Bellator Welterweight World Championship                                                                                      |
| vitória | 19–1   | Benson Henderson  | Decisão (unânime)               | Bellator 153                                  | 22 de abril de 2016     | 5     | 5:00  | Uncasville, Connecticut, Estados Unidos   | Defended the Bellator Welterweight World Championship.                                                                                 |
| vitória | 18–1   | Douglas Lima      | Decisão (unânime)               | Bellator 140                                  | 17 de julho de 2015     | 5     | 5:00  | Uncasville, Connecticut, Estados Unidos   | Won the Bellator Welterweight World Championship.                                                                                      |
| vitória | 17–1   | Adam McDonough    | Decisão (unânime)               | Bellator 122                                  | 25 de julho de 2014     | 3     | 5:00  | Temecula, California, Estados Unidos      | Bellator Season 10 Welterweight Tournament Final.                                                                                      |
| vitória | 16–1   | Justin Baesman    | KO (joelhada voadora)           | Bellator 118                                  | 2 de maio de 2014       | 1     | 1:41  | Atlantic City, New Jersey, Estados Unidos | Bellator Season 10 Welterweight Tournament Semifinal.                                                                                  |
| vitória | 15–1   | Nah-Shon Burrell  | TKO (joelhada e socos)          | Bellator 112                                  | 14 de março de 2014     | 1     | 0:41  | Hammond, Indiana, Estados Unidos          | Bellator Season 10 Welterweight Tournament Quarterfinal.                                                                               |
| vitória | 14–1   | David Gomez       | Decisão (unânime)               | FEFoMP: Battle Empires 3                      | 14 de dezembro de 2013  | 3     | 5:00  | Khabarovsk, Russia                        | |
| derrota | 13–1   | Ben Askren        | TKO (finalização e socos)       | Bellator 97                                   | 31 de julho de 2013     | 4     | 2:58  | Rio Rancho, New Mexico, Estados Unidos    | For the Bellator Welterweight World Championship.                                                                                      |
| vitória | 13–0   | Lyman Good        | Decisão (unânime)               | Bellator 82                                   | 30 de novembro de 2012  | 3     | 5:00  | Mt. Pleasant, Michigan, Estados Unidos    | Bellator Season 7 Welterweight Tournament Final.                                                                                       |
| vitória | 12–0   | Marius Žaromskis  | KO (socos)                      | Bellator 78                                   | 26 de outubro de 2012   | 1     | 2:14  | Dayton, Ohio, Estados Unidos              | Bellator Season 7 Welterweight Tournament Semifinal. https://m.sherdog.com/events/matches/BFC-Bellator-Fighting-Championships-78-25211 |
| vitória | 11–0   | Jordan Smith      | Decisão (unânime)               | Bellator 74                                   | 28 de setembro de 2012  | 3     | 5:00  | Atlantic City, New Jersey, Estados Unidos | Bellator Season 7 Welterweight Tournament Quarterfinal.                                                                                |
| vitória | 10–0   | Derrick Krantz    | TKO (joelhada e socos)          | Bellator 69                                   | 18 de maio de 2012      | 3     | 0:51  | Lake Charles, Louisiana, Estados Unidos   | |
| vitória | 9–0    | Tiawan Howard     | KO (socos)                      | Bellator 63                                   | 30 de março de 2012     | 1     | 1:26  | Uncasville, Connecticut, Estados Unidos   | |
| vitória | 8–0    | Kyacey Uscola     | TKO (socos)                     | FEFoMP: Battle of Empires                     | 17 de dezembro de 2011  | 1     | 4:03  | Khabarovsk, Russia                        | |
| vitória | 7–0    | Tadas Aleksonis   | Submissão (D'Arce choke)        | Union of Veterans of Sport: Russia vs. Europe | 19 de novembro de 2011  | 2     | 4:25  | Novosibirsk, Russia                       | |
| vitória | 6–0    | Todor Zhelezkov   | TKO (socos)                     | FEFoMP: Open Championship of Vladivostok      | 28 de maio de 2011      | 1     | 3:46  | Vladivostok, Russia                       | |
| vitória | 5–0    | Eldad Levi        | TKO (socos)                     | FEFoMP: Mayor's Cup 2011                      | 7 de maio de 2011       | 2     | 3:47  | Khabarovsk, Russia                        | |
| vitória | 4–0    | Abdula Dadaev     | Submissão (chave de braço)      | League S-70: Sambo 70 vs. Spain               | 21 de abril de 2011     | 1     | 1:28  | Moscow, Russia                            | |
| vitória | 3–0    | Eduardo Conceição | KO (joelhada)                   | Fight Festival 30                             | 12 de março de 2011     | 1     | 0:11  | Helsinki, Finlândia                       | |
| vitória | 2–0    | Anzor Kardanov    | KO (joelhada e socos)           | Union of Veterans of Sport: Cup of Friendship | 4 de dezembro de 2010   | 1     | 2:03  | Novosibirsk, Russia                       | |
| vitória | 1–0    | Alexey Aranzaev   | Submissão (chave de braço)      | FEFoMP: Open Championship of Vladivostok      | 22 de outubro de 2010   | 1     | 1:00  | Vladivostok, Russia                       | |